# Crown Wood
Crown Wood – dzielnica miasta Bracknell, w Anglii, w Berkshire, w dystrykcie (unitary authority) Bracknell Forest. W 2011 roku dzielnica liczyła 7736 mieszkańców.